# Three Rocks (Kalifornija)
Three Rocks je naseljeno područje za statističke svrhe u američkoj saveznoj državi Kalifornija. Prema popisu stanovništva iz 2010. u njemu je živjelo 246 stanovnika.